# Dieden
Dieden est un petit village néerlandais de la commune d'Oss dans la province du Brabant-Septentrional. Dieden compte 209 habitants en 2005.

## Le nom
Le nom de Dieden a été tantôt Dichden, Diechden, Diegden et Dieten. Le mot Dichden vient du dic = digue et den = lieu habité : un lieu habité contre la digue. Il s'agit de la digue de la rive gauche de la Meuse.

## Administratif
Anciennement, Dieden était une seigneurie du Pays entre la Meuse et le Waal dans le comté, plus tard duché de Gueldre. Sous Napoléon, Dieden est transféré en 1810 au département de Brabant-Septentrional (devenu province ensuite) pour former avec Demen et Langel l'ancienne commune de Dieden, Demen en Langel ou Dieden c.a. (= cum annexis), qui à son tour a été annexée par l'ancienne commune de Ravenstein. Fait exceptionnel, Ravenstein a choisi de s'attacher librement en 2003 à la commune d'Oss.

## Église et religion
Dieden possède déjà au VIIIe siècle une église ou chapelle sous le patronage de Saint Laurent. Au XIIIe siècle on l'agrandit et au XVe siècle, on la reconstruit et on y ajoute une tour.
Vers 1600, pendant la guerre de Quatre-Vingts Ans (1568-1648) l'église est donné aux protestants et les catholiques trouvent pour leurs dévotions un asile dans l'église de Demen. Une statue, dite miraculeuse, de Notre-Dame est alors transférée à Demen. Les deux localités se disputaient les soins pour cette statue et apportaient chacune des quantités de fleurs. Le curé, fatigué de tous les jours charrier des fleurs fanées, a caché la statue et ne la sortait plus que pour les processions.
L'église, redevenue catholique, était désaffectée depuis des années et tombait vers 1960 graduellement en ruine. Le bâtiment a été restauré et accueille actuellement un atelier d'artiste.

## Divers
Dans l'église se trouve la pierre tombale de Henri Singerdonck, un des derniers habitants du château de Dieden. Le château est abattu vers 1876, mais on voit toujours les fossés, la tête du pont, un étable et la remise, et une allée menant à la maison, dite du régisseur.

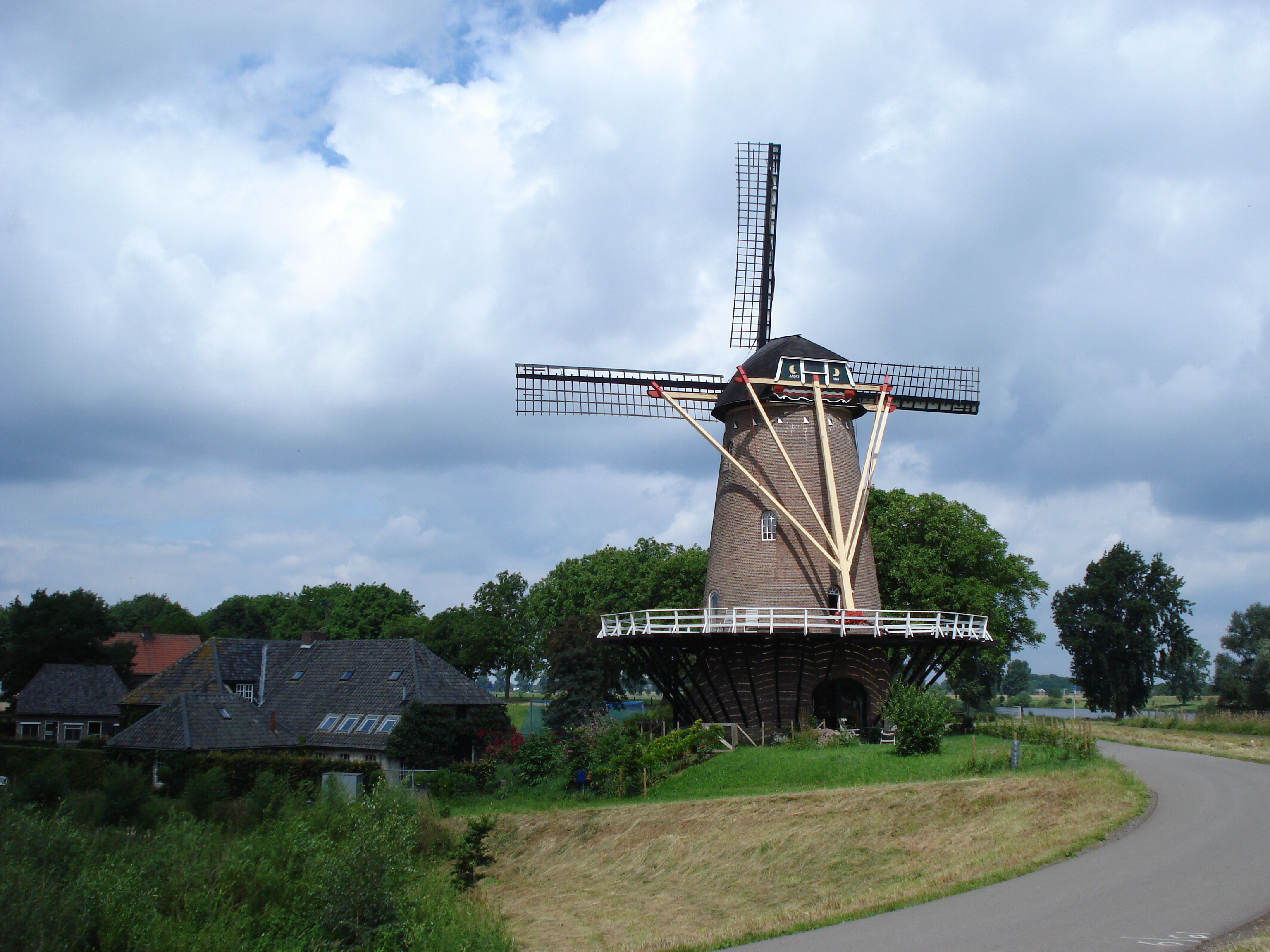
Dieden, le moulin sur la digue de la Meuse.
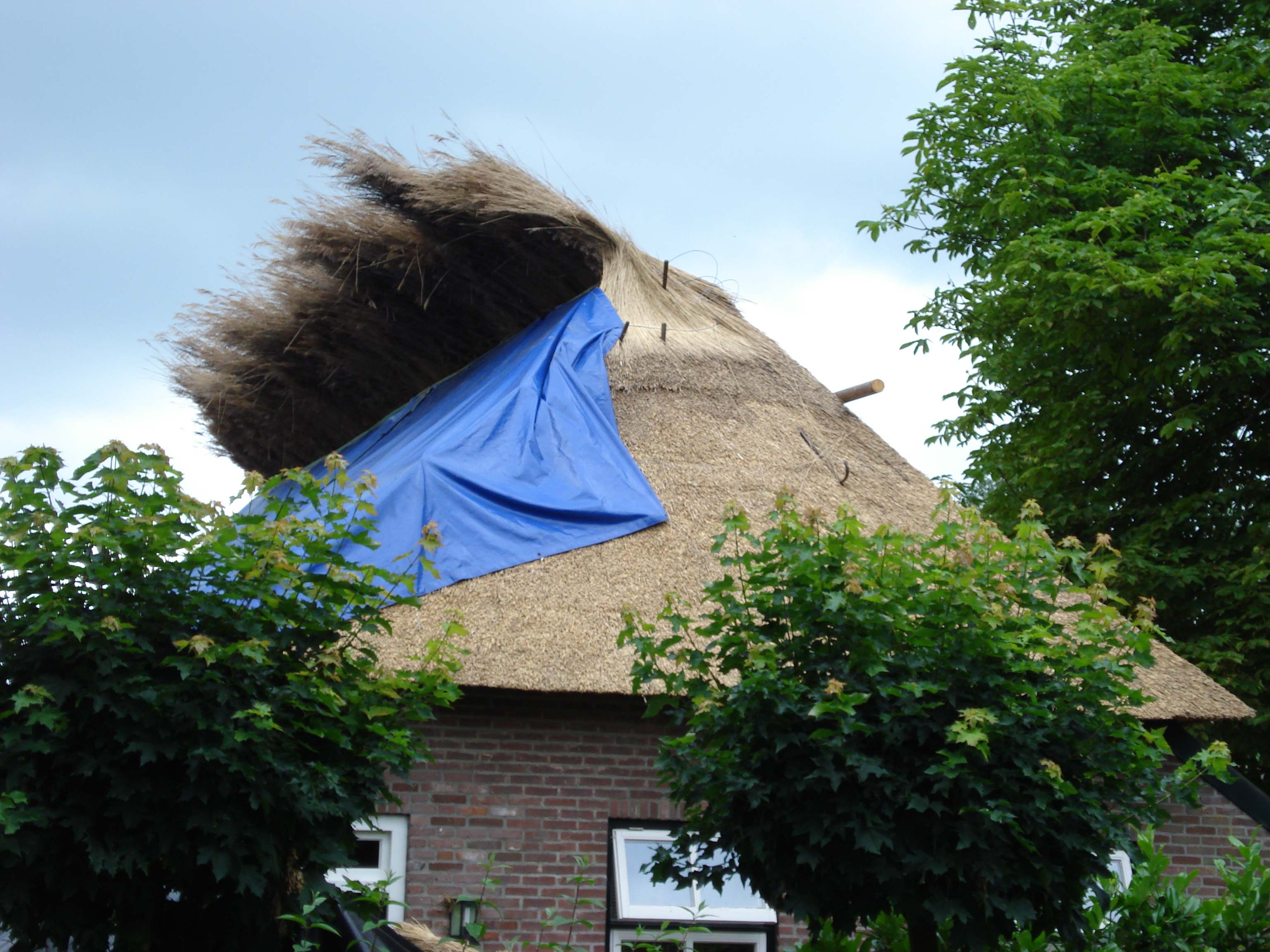
Dieden, refaire un toit de chaume.
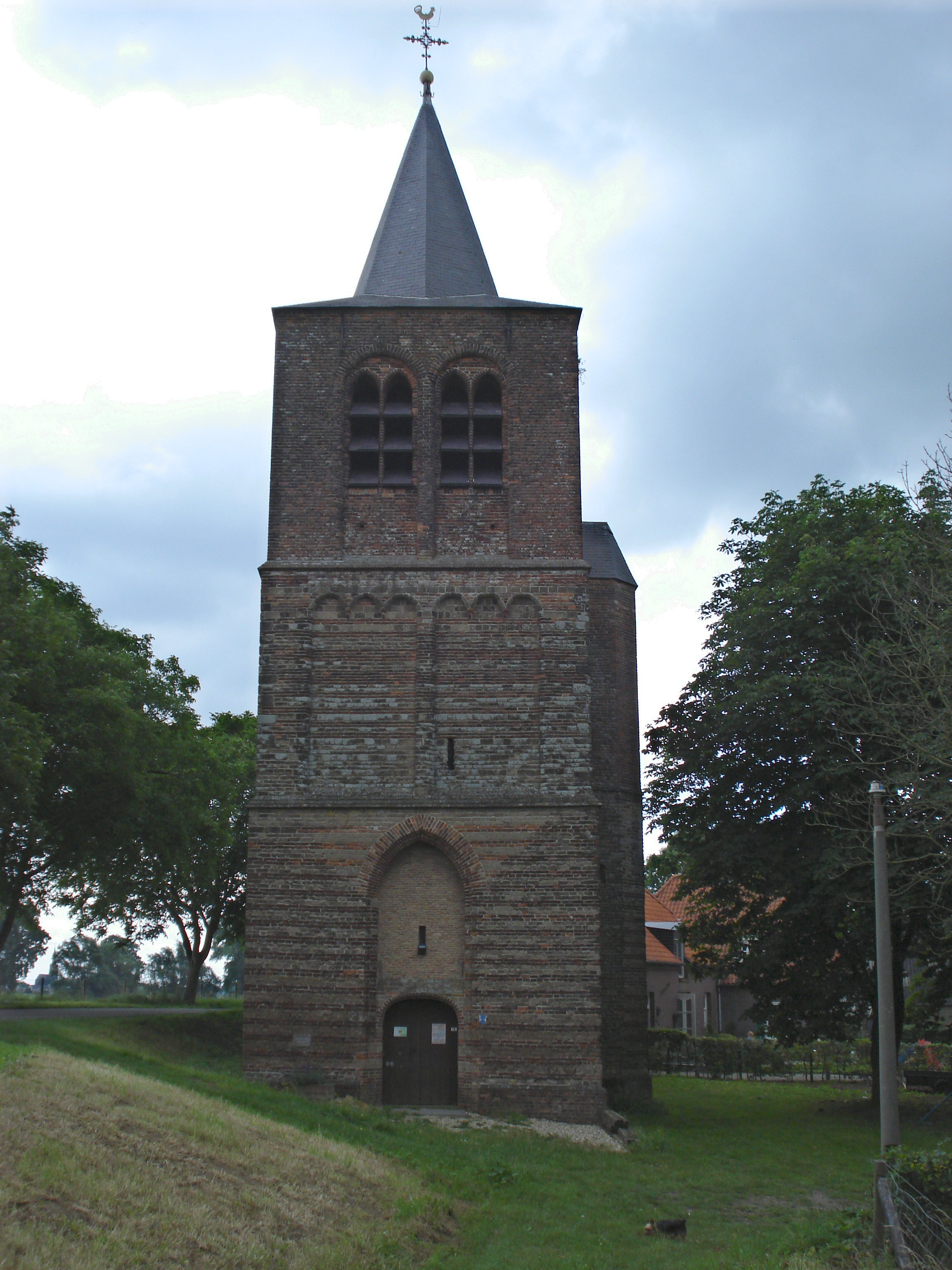
Dieden, l'église contre la digue de la Meuse.